# Głowa terytorium
Głowa terytorium – osoba lub urząd reprezentujący suwerenność metropolii nad danym terytorium. W większości przypadków głową terytorium jest głowa państwa zwierzchniego, reprezentowana przez gubernatora, administratora lub innego, specjalnie do tego celu powołanego, urzędnika.